# Île de Brunec
L'île de Brunec (ou Brunec) est une île de l'archipel des Glénan au sud de Fouesnant dans le Finistère.
L'île de Brunec, au nord de l'île Saint-Nicolas, est surnommé « la prison », peut-être parce qu'un jour, au XVIIIe siècle, les Anglais qui occupaient Penfret y débarquèrent des pêcheurs de Concarneau accusés de transporter des vivres pour la garnison française de Fort Cigogne.
L'île est devenue propriété du Conservatoire du Littoral. On y trouvait une villa des années 1960, démolie au printemps 2008.

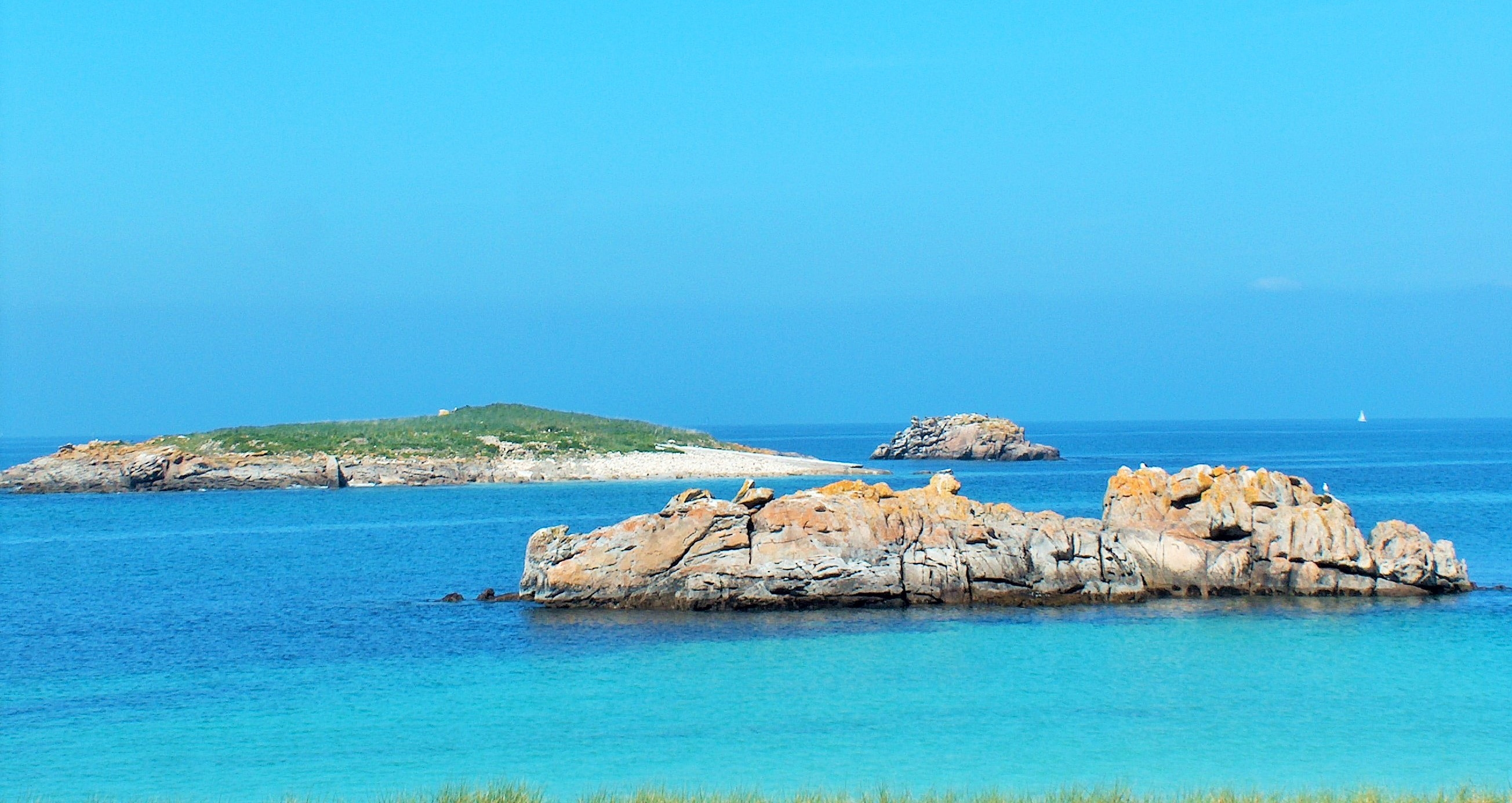
L'île de Brunec.